# Dobrovolni
|  | Aquest article tracta sobre la població de Privólnaia. Vegeu-ne altres significats a «Dobrovolni (Ólguinskaia)». |

Dobrovolni - Добровольный (rus) - és un khútor que pertany a la stanitsa de Privólnaia (krai de Krasnodar, Rússia). Es troba a la vora esquerra d'un liman del riu Beissug. És a 29 km al nord-oest de Kanevskaia i a 144 km al nord de Krasnodar.